# Hauptschule (Zeit des Nationalsozialismus)

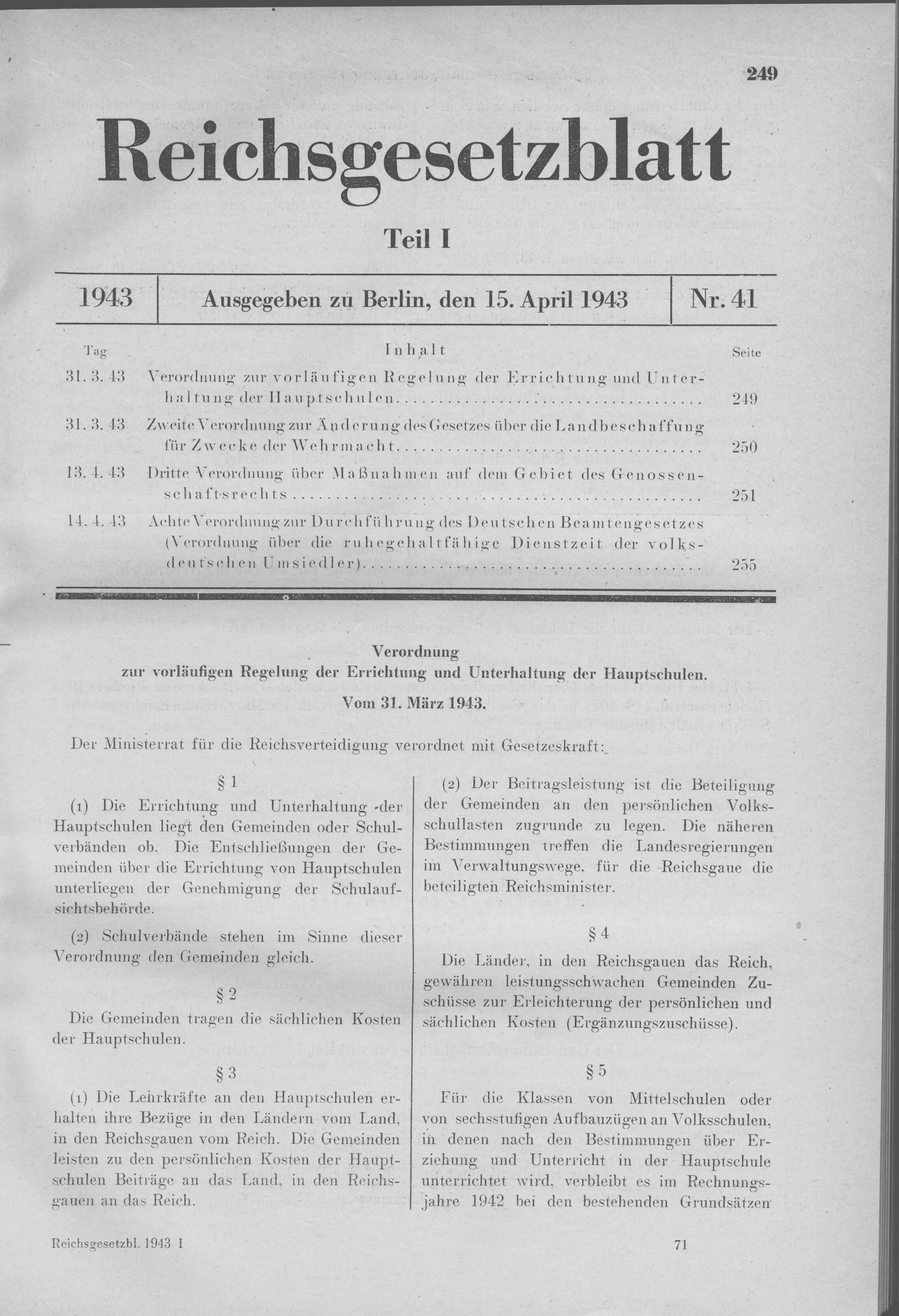
Verordnung zur vorläufigen Regelung der Errichtung und Unterhaltung der Hauptschulen vom 31. März 1943

Die Hauptschule war eine Ausleseschule allgemeinbildender Art während der Zeit des Nationalsozialismus. Anders als die Nationalpolitischen Erziehungsanstalten (NPEA/NAPOLA) und die Adolf-Hitler-Schulen dienten sie aber nicht der Heranbildung des Nachwuchses für Spitzenstellungen in Partei und Verwaltung, sondern sollten lediglich besonders begabten Volksschülern eine Bildungsgrundlage vermitteln, „auf der die Ausbildung für alle mittleren und gehobenen Berufe in Landwirtschaft, Handel, Handwerk, Technik, Industrie und Verwaltung sowie für alle hauswirtschaftlichen, pflegerischen, sozialen und technisch-künstlerischen Frauenberufe aufbauen kann.“ Sie trat insofern insbesondere neben die sechsjährige, für Schüler aus ärmeren Bevölkerungsschichten nicht erschwingliche Mittelschule.
Die Konzeption der Hauptschule stammt ursprünglich aus dem 1938 an das Deutsche Reich angeschlossenen Österreich, wo sie seit 1927 bestanden hatte. Im Altreich wurden die ersten Hauptschulen ab Herbst 1940 eingerichtet. Flächendeckend eingeführt wurde der neue Schultyp im Altreich mit Runderlass des Reichserziehungsministers vom 13. Juni 1942 mit Wirkung zum Schuljahr 1942/43. Ende 1942 soll es außerhalb Österreichs bereits 400 Hauptschulen gegeben haben.
Nach dem Willen der Verantwortlichen sollte etwa ein Drittel der Volksschüler nach dem 4. Schuljahr auf die Hauptschule übertreten. Voraussetzungen für die Aufnahme waren sichere Leistungen vor allem in Deutsch und Rechnen, eine erkennbare Anlage zum selbständigen Denken, ausdauernder Lernwille sowie charakterliche Eignung.
Nicht verwechselt werden darf die Hauptschule mit dem gleichnamigen Schultyp in der Bundesrepublik Deutschland, der Ende der 1960er Jahre aus der alten Volksschule hervorgegangen ist.